# Едвін Джоулі Бурк
Едвін Дж. Берк (англ. Edwin J. Burke; 30 серпня 1889, Олбані — 26 вересня 1944, Нью-Йорк) — американський сценарист, який прославився завдяки написанню сценаріїв для ранніх фільмів Ширлі Темпл. Також був успішним драматургом.

## Фільмографія
- 1931 — «Погане дівчисько»
- 1929 — «Не зовсім пристойний»

## Нагороди
Бурк виграв премію Американської кіноакадемії на 5-й церемонії вручення премії Оскар в категорії найкращий адаптований сценарій до фільму «Погане дівчисько».